# Lago Jingbo
Il lago Jingbo  (鏡泊湖T, 镜泊湖S) è un lago di origine vulcanica dai fondali alquanto bassi. Si trova a circa quattro ore di auto da Mudanjiang. Sulle sue rive sorgono almeno due centri turistici ed una centrale idroelettrica. Il lago è circondato da vegetazione composta prevalentemente da boschi. Sul lago è possibile effettuare escursioni su piccoli battelli o su motoscafi. La maggiore attrattiva sono le cascate che danno origine al suo estuario. Le cascate si riversano in un anfiteatro di roccia molto chiuso che in origine fu la bocca eruttiva principale di un vulcano.
In estate vi è un clima gradevole mentre in inverno si scende a temperature siberiane.